# Riso (torrente)
Il Riso è un torrente della provincia di Bergamo. Nasce sulle propaggini del monte Grem, nei pressi del Colle di Zambla, nelle Alpi Orobie e confluisce dopo 7 km da destra nel Serio a Ponte Nossa, in Val Seriana, dopo aver percorso la valle omonima. Il torrente scorre nei comuni di Oneta, Gorno e Ponte Nossa.